# ホルガー・オジェック
ホルガー・オジェック（Holger Osieck、1948年8月31日 - ）は、ドイツ・ホンベルク出身の元サッカー選手、サッカー指導者。FIFA（国際サッカー連盟）の技術委員を経て、浦和レッズの監督を2度（1995年-1996年、2007年-2008年）務めた。

## 経歴
現役時代はブンデスリーガの下部リーグや北米サッカーリーグのバンクーバー・ホワイトキャップスでプレーした。
現役引退後は1987年から西ドイツ代表のアシスタントコーチを務め、1990年のイタリアW杯制覇に貢献した。
その後、ドイツのVfLボーフム、トルコのフェネルバフチェの監督を経て、1995年から浦和レッズの監督に就任。堅守速攻に加えポゼッションサッカーを取り入れ、それまで2年連続最下位だったチームをギド・ブッフバルトを中心にした守備陣とウーベ・バイン、福田正博を中心とした速攻で建て直し、一躍優勝争いに加わらせた。なお、2003年に行われた福田正博の引退試合では、レッズ歴代選抜チームの指揮を執っている。
1996年限りでレッズの監督を退任すると、その後はトルコのコジャエリスポルの監督に就任し、トルコカップ優勝。翌年、カナダ代表監督を務め2000 CONCACAFゴールドカップで優勝し翌年のFIFAコンフェデレーションズカップ2001で日本への凱旋を果たした。2004年からは国際サッカー連盟(FIFA)の技術スタッフの責任者を務めていた。ドイツワールドカップでは戦術を分析するFIFAテクニカルスタディーグループのヘッドを務めた。
2007年から前年限りで退任したギド・ブッフバルトの後を受け再び浦和の監督に就任。同年はAFCチャンピオンズリーグ制覇にチームを導く。翌2008年3月16日、Jリーグ開幕後無得点による2連敗という成績面の不振、また選手とのコミュニケーション不足を問題視され、同クラブより監督を解任された。開幕から2試合目での解任はJ1史上最短、J2を含めても足達勇輔（元横浜FC）の1試合目に次ぐ記録であった。
2010年8月11日、退任したピム・ファーベークの後任としてオーストラリア代表監督に就任。初のタイトル戦となったAFCアジアカップ2011はオーストラリア代表を準優勝に導いた。
2013年9月のブラジル、翌10月のフランスとの両親善試合でともに0-6と大敗。このため10月11日のフランス戦後に解任された。

## クラブ歴
- 1965-1970  アイントラハト・ゲルゼンキルヒェン
- 1970-1972  SSVハーゲン
- 1972-1976  1.FCミュールハイム
- 1976-1977  1.FCボホルト
- 1977  バンクーバー・ホワイトキャップス
- 1978  SCロートヴァイス・オーバーハウゼン

## 指導歴
- 1987-1990  ドイツ代表 アシスタントコーチ
- シャルケ04 ユースコーチ
- 1990-1991  オリンピック・マルセイユ アシスタントコーチ
- 1991-1992  VfLボーフム 監督
- 1993-1994  フェネルバフチェ 監督
- 1995-1996  浦和レッズ 監督

- 1996/1997-1997/1998  コジャエリスポル 監督
- 1998-2003  カナダ代表 監督
- 2004-2007.1 FIFA 技術委員長
- 2007.1-2008.3  浦和レッズ 監督
- 2008-2010 UEFA テクニカルアドバイザー
- 2010-2013  オーストラリア代表 監督

## 監督成績
| 年度 | 所属リーグ    | 試合数 | 勝点 | 勝利 | 引分 | 敗戦 | 順位 | チーム     |
| ---- | ------------- | ------ | ---- | ---- | ---- | ---- | ---- | ---------- |
| 1995 | J・サントリー | 26     | 48   | 15   |      | 11   | 3位  | 浦和レッズ |
| 1995 | J・ニコス     | 26     | 42   | 14   |      | 12   | 8位  | 浦和レッズ |
| 1996 | J             | 30     | 59   | 19   |      | 11   | 6位  | 浦和レッズ |
| 2007 | J1            | 34     | 70   | 20   | 10   | 4    | 2位  | 浦和レッズ |
| 2008 | J1            | 2      | 0    | 0    | 0    | 2    | -    | 浦和レッズ |

## タイトル

### 監督時代
フェネルバフチェ
- TSYDカップ: 1994-95

コジャエリスポル
- テュルキエ・クパス：1996-97

浦和レッズ
- AFCチャンピオンズリーグ：2007

カナダ代表
- CONCACAFゴールドカップ：2000